# Desportos a motor nos Jogos Olímpicos de Verão de 1936
Os Desportos a motor fizeram parte dos Jogos Olímpicos de Verão de 1936, em Berlim apenas como um desporto de demonstração.
Um único evento esteve no programa: uma prova de rali em toda a Alemanha, com chegada ao Estádio Olímpico de Berlim.

## O Evento
O evento aconteceu de 22 a 30 de julho de 1936.
O evento consiste em um rally pela Alemanha, no formato original mais próximo dos rally-raids modernos. Em estradas abertas, o objetivo é, portanto, chegar a vários postos de controle espalhados por toda a Alemanha, permitindo assim justificar o percurso.
Tendo deixado Birmingham, a única tripulação britânica composta pela piloto Elizabeth Haig e sua navegadora Barbara Marshall cruzou o canal entre Dover e Ostend, antes de chegar à fronteira para iniciar a competição. Depois de chegar a Colônia, a tripulação cruza a Baviera até a fronteira com a Áustria, depois segue para o norte até Potsdam para chegar na AVUS, a primeira rodovia do mundo. Todos os competidores devem chegar no dia 30, entre meio-dia e 18h.
A volta de honra, inicialmente planejada no Estádio Olímpico de Berlim, é adiada às pressas para outro local, após as autoridades perceberem que um carro britânico venceu marcas alemãs (BMW, Mercedes-Benz e Auto Union), então figuras importantes da promoção da a superioridade do país.

## Medalhistas
| Evento | Ouro                                                | Prata                                                       | Bronze                                       |
| Rally  | Betty Haig Barbara Marshall Carro: Singer 2 162 pts | Huschke von Hanstein Copiloto desconhecido Carro: BMW ? pts | Paul Abt · Hanny Haig Carro: Riley 2 000 pts |